# بيل ماي (سباح متزامن)
بيل ماي (بالإنجليزية: Bill May) هو سباح متزامن أمريكي، ولد في 18 يناير 1979.

## وصلات خارجية
- بيل ماي على موقع الاتحاد الدولي للسباحة (الإنجليزية)
- بيل ماي على موقع اللجنة الأولمبية والبارالمبية الأمريكية (الإنجليزية)